# 네레이데스

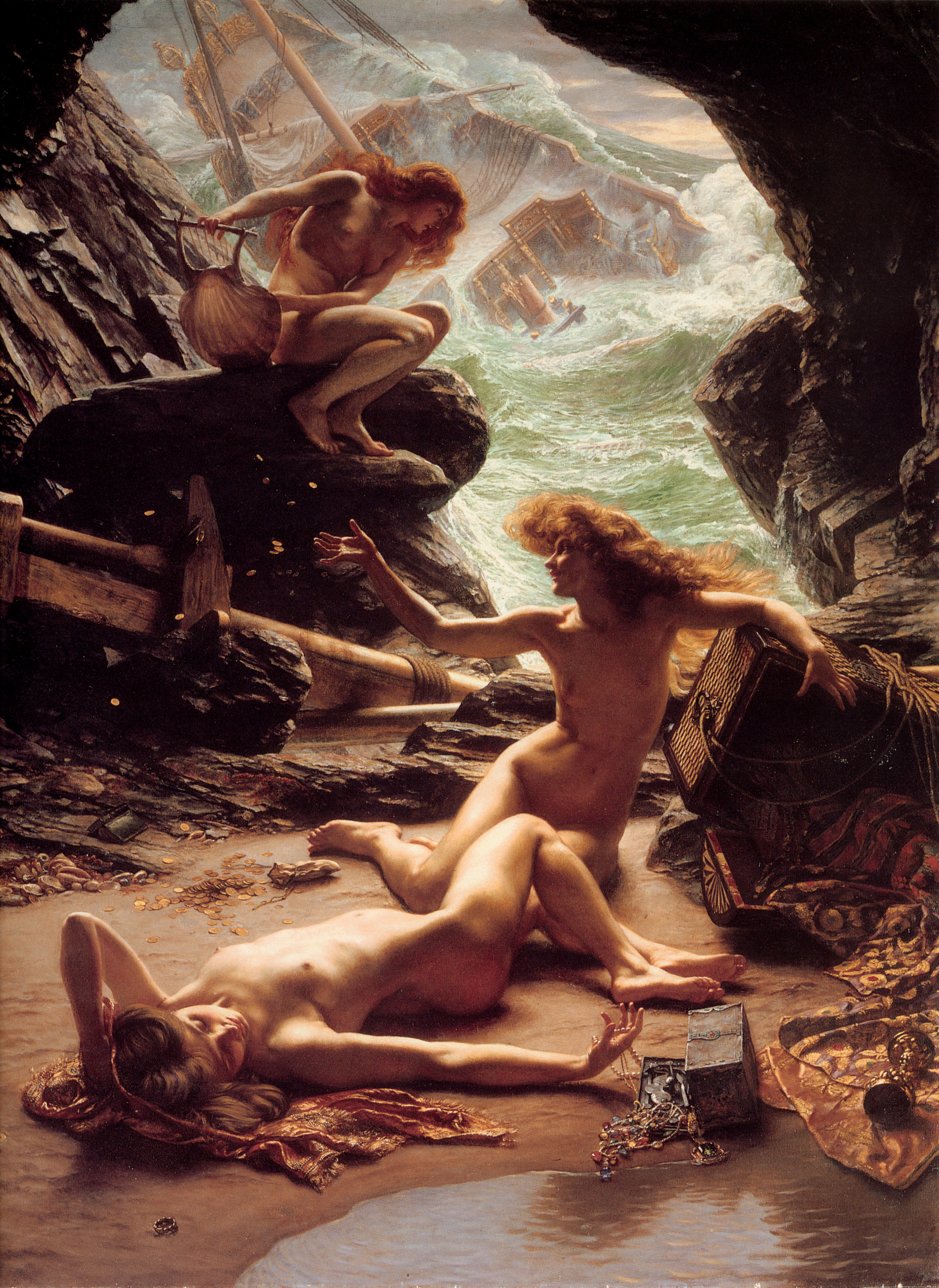
네레이드.

네레이드 또는 네레이데스(그리스어: Νηρηΐδες, 라틴어: Nereides)는 그리스 신화에 나오는 바다의 요정으로 네레우스와 도리스 사이에서 태어난 50명 (혹은 100명)의 딸들을 말한다.

## 바다의 요정
이 바다의 요정들은 미모가 빼어났으며 미래를 예언할 수 있는 능력을 갖추기도 했다. 바다의 신 포세이돈과 그의 아들 트리톤과 함께 다니면서 바다를 항해하는 선원들을 도와준다. 이들은 특히 에게해와 관련이 깊으며 바다 깊은 곳의 은으로 된 동굴에서 산다.
네레이드 중에 가장 유명한 요정은 포세이돈의 아내가 된 암피트리테, 인간인 펠레우스와 결혼하여 트로이아 전쟁의 영웅 아킬레우스를 낳은 테티스, 키클롭스 폴리페무스의 사랑을 받은 시칠리아의 갈라테이아 등이 있는데 이들을 제외한 다른 네레이드들은 바다의 여러 측면과 그들 자신과 그들의 아버지의 특징들인 미모, 관용, 예언력등을 참고하여 그 이름이 지어진 것으로 보인다.

## 네레이드의 명단
다음은 헤시오도스의 신통기 242행 이하에 나오는 네레이드들의 이름이다.
1. 아크타이에 (Aktaie, 갑(岬)의 여자)
2. 아가우에 (Agaue, 고귀한 여자)
3. 암피트리테
4. 아우토노에 (Autonoe, 스스로 생각하는 여자)
5. 키마토레게 (Kymatolege, 파도를 진정시키는 여자)
6. 키모도케 (Kymodoke, 파도를 받아들이는 여자)
7. 도리스 (Doris, 베푸는 여자)
8. 도토 (Doto, 베푸는 여자)
9. 디나메네 (Dynamene, 능력있는 여자)
10. 에이오네 (Eione, 해안여자)
11. 에우아르네 (Euarne, 양떼를 좋아하는 여자)
12. 에라토 (Erato, 사랑스런 여자)
13. 에우크란테 (Eukrante, 훌륭한 완수)
14. 에우도레 (Eudore, 잘 베푸는여자)
15. 에울리메네 (Eulimene, 항구를 좋아하는 여자)
16. 에우니케 (Eunike, 훌륭한 승리의 여자)
17. 에우폼페 (Eupompe, 잘 호송해주는 여자)
18. 에우아고레 (Euagore, 연설 잘하는 여자)
19. 갈레네 (Galene, 차분한 여자)
20. 갈라테이아
21. 글라우케 (Glauke, 반짝이는 여자)
22. 글라우코노메 (Glaukonome, 빛나게 다스리는 여자)
23. 히포노에 (Hipponoe, 말의 마음을 가진 여자)
24. 히포토에 (Hippothoe, 말처럼 날랜 여자)
25. 라오메데이아 (Laomedia, 백성을 돌보는 여자)
26. 레이아고레 (Leiagore, 부드럽게 연설하는 여자)
27. 리시아나사 (Lysianassa, 푸는 여자)
28. 멜리테 (Melite, 꿀처럼 달콤한 여자)
29. 메니페 (Menippe, 말처럼 용감한 여자)
30. 네사이에 (Nesaie, 섬의 여자)
31. 네소 (Neso, 섬 여자)
32. 파시테아 (Pasithea, 모든 신들의 여자)
33. 페루사 (Pherusa, 날라다주는 여자)
34. 폰토포레이아(Pontoporeia, 바다를 순항하는 여자)
35. 포울리노에 (Poulynoe, 생각을 많이 하는 여자)
36. 파노페 (Panope, 모든 것을 보는 여자)
37. 프로토 (Proto, 출발의 여자)
38. 프로토메데이아 (Protomedeia, 미리 돌보는 여자)
39. 프사마테 (Psamathe, 모래여자)
40. 사오 (Sao, 구해주는 여자)
41. 스페이오 (Speio, 동굴여자)
42. 탈레이아 (Thaleia, 번영하는 여자)
43. 테미스토 (Themisto, 올곧은 여자)
44. 테티스

## 같이 보기
- 날개옷 설화